# (19821) Caroltolin
(19821) Caroltolin (2000 SU154) – planetoida z pasa głównego asteroid okrążająca Słońce w ciągu 4,95 lat w średniej odległości 2,9 j.a. Odkryta 24 września 2000 roku.